# Gregurovec (Sveti Petar Orehovec)
Gregurovec falu Horvátországban Kapronca-Kőrös megyében. Közigazgatásilag  Sveti Petar Orehovechez tartozik.

## Fekvése
Kőröstől 8 km-re nyugatra, községközpontjától 6 km-re délre fekszik.

## Története
A kis greguroveci birtokot 1217-ben említik először, a középkorban a nagykemléki uradalomhoz tartozott. A 15. század végén birtokosának Both Andrásnak  58 portája adózott. A 16. században Alapi Iván és Gáspár bánhelyettesek a birtokosai. A 17. század elején, Alapi Máriáé és Borbáláé, majd az Orehóczy családé lett. Az 1755-ös parasztfelkelésben nemesi kúriáját felgyújtották. 1900-ban a körösi Kiepach József a tulajdonosa.
A falunak 1857-ben 237,  1910-ben 422 lakosa volt. Trianonig Belovár-Kőrös vármegye Körösi járásához tartozott. 1941-ben Korb-Weidheim grófnő,  Kiepach Elza volt a birtokosa. 2001-ben 262 lakosa volt.